# Jessica J. Lee
Jessica J. Lee (* 1986 in Ontario, Kanada) ist eine britisch-kanadisch-taiwanische Autorin, Umwelthistorikerin und Herausgeberin der Literaturzeitschrift The Willowherb Review, die einen Schwerpunkt auf nature writing von Autor:innen of Color legt.

## Leben
Jessica J. Lee, Tochter eines Walisen und einer Taiwanerin, wuchs in Kanada auf. Sie machte einen Doktor in Environmental History and Aesthetics und begann zu der Zeit mit ihrer schriftstellerischen Tätigkeit. Lee wurde bereits mehrfach für ihr Werk ausgezeichnet: mit dem Hilary Weston Writers’ Trust Prize for Nonfiction, dem Boardman Tasker Award for Mountain Literature und dem RBC Taylor Prize. 2021 wurde ihr Buch Two Trees Make a Forest auf die Shortlist von Canada Reads gesetzt.
Seit 2020 lebt Lee in London und arbeitet an der Universität von Cambridge.

## The Willowherb Review
Die Literaturzeitschrift The Willowherb Review ist eine digitale Plattform, die Schriftsteller:innen of Color, die über Natur und Umwelt schreiben, zu mehr Sichtbarkeit verhelfen soll. In einem Interview erklärt Lee:
„[Es geht] um mehr Sichtbarkeit. In den Jahren, bevor ich die Willowherb Review gründete, hatte ich endlose Zeitungsartikel und Twitter-Beschwerden von Leuten gelesen, die sagten, dass es keine Autor:innen of Color gäbe, die über die Natur schreiben, oder dass sie sie nicht finden könnten. Mit der Willowherb Review verdeutliche ich, dass es diese Schriftsteller*innen tatsächlich gibt. Wir haben schon immer existiert. Vielleicht wurden wir nicht gehört.“
Die Zeitschrift bringt sie in Zusammenarbeit mit Dasom Yang, Isabel Galleymore und Nicole Jashapara heraus.

## Politische Einstellungen
Im Oktober 2024 gehörte Lee zu den Unterzeichnern eines Aufrufs zum Boykott israelischer Kulturinstitutionen, „die an der überwältigenden Unterdrückung der Palästinenser mitschuldig sind oder diese stillschweigend beobachtet haben“.

## Veröffentlichungen
- Turning: a Swimming Memoir. Little Brown. 2017.
  - Mein Jahr im Wasser. Tagebuch einer Schwimmerin. Übersetzung von Nina Frey, Hans-Christian Oeser. Piper Verlag. 2017.
- Two Trees Make a Forest. On Memory, Migration and Taiwan. Little Brown. 2019.
  - Zwei Bäume machen einen Wald. Übersetzung von Susanne Hornfeck, Illustration: Judith Schalansky. Matthes & Seitz, Berlin 2020,

ISBN 978-3-95757-961-4.